# Пластовец, Александр Алексеевич
Александр Алексеевич Пластовец (27 ноября 1960 — 28 января 1984) — «воин-интернационалист», лейтенант, участник Афганской войны (1979—1989), погиб в бою, награждён Орденом Красной Звезды и орденом Боевого Красного Знамени (посмертно) за примерное выполнение долга в Афганистане.

## Биография
Родился 27 ноября 1960 года в поселке Черевковка Славянского района Сталинской области.
В 1978 году окончил среднюю школу № 2 города Донецка.
С 5 августа 1978 года состоял в Вооруженных Силах СССР.
В 1982 г. Пластовец Александр с отличием окончил Донецкое высшее военно-политическое училище и был направлен для дальнейшего прохождения службы в город Белая Церковь.
20 февраля 1983 года направлен в Афганистан, заместителем по политической части командира мотострелковой роты 2-го мотострелкового батальона 180-го мотострелкового полка 108-й мотострелковой дивизии.
Принимал участие во многих боевых операциях. Особо отличился в сентябре 1983 г., в районе населенного пункта Митерлам. Под обстрелом мятежников он поднял личный состав роты и повел в атаку. В этом бою были подавлены 2 огневые точки мятежников, они понесли большие потери в живой силе.
За мужество и отвагу, проявленные в боях с мятежниками, умение организовать личный состав на выполнение боевой задачи в 1984 году лейтенант Пластовец Александр Алексеевич награждён орденом Красной Звезды, досрочно представлен к очередному званию.
28 января 1984 года в бою у населенного пункта Газа в районе Кабула рота встретила сильное сопротивление душманов. Группа солдат под командованием лейтенанта Пластовца, обеспечивая прикрытие основных сил роты, отразила несколько атак превосходящего по численности противника. В ходе боя получил тяжелые ранения, от которых скончался по дороге в госпиталь.
Похоронен на Мушкетовском кладбище в Донецке (участок 6, возле аллеи).
За мужество и отвагу, проявленные в бою с мятежниками, Пластовец Александр Алексеевич награждён орденом Красного Знамени (посмертно).

## Память
В Донецке на Аллее памяти погибших в Афганистане на территории войсковой части 3037 (улица Куприна, 1з) старшему лейтенанту А. А. Пластовцу установлен обелиск.
На территории Донецкого военного лицея (улица Куприна, 1) установлен памятник выпускникам и сотрудникам ДВВПУ, погибшим в Афганистане, где выбито имя лейтенанта Александра Пластовца.
Его имя указано на мемориалах воинам-интернационалистам в Киеве и Донецке.
Мемориальные доски установлены в Донецке на здании средней школы № 2 (улица Артема, 129а), на здании средней школы № 2 и на одном из домов по улице Интернационалистов в посёлке Николаевка города Славянска Донецкой области.
Его имя носили пионерские отряды в средней школе № 2 города Донецка и средней школе № 2 посёлка Николаевка города Славянска Донецкой области.
В Донецком Высшем военно-политическом училище, в музее и классе «выпускник», помещены материалы о подвиге отважного офицера.